# Helictophanes
Helictophanes är ett släkte av fjärilar. Helictophanes ingår i familjen vecklare.
Kladogram enligt Catalogue of Life:
| Helictophanes | \| \| Helictophanes metallocosma \| \| \| \| \| \| Helictophanes uberana \| \| \| \| |
|               | \| \| Helictophanes metallocosma \| \| \| \| \| \| Helictophanes uberana \| \| \| \| |
|               | Helictophanes metallocosma                                                           |
|               |                                                                                      |
|               | Helictophanes uberana                                                                |
|               |                                                                                      |